# Quirico Travaini
Quirico Travaini (Maggiate Superiore di Gattico, 21 giugno 1866 – Fossano, 19 marzo 1934) è stato un vescovo cattolico italiano.

## Biografia
Quirico Travaini nasce a Maggiate Superiore di Gattico, in provincia e diocesi di Novara. Il 9 luglio 1893 viene ordinato sacerdote e come primo incarico viene mandato come coadiutore a Cannobio. Il 30 ottobre 1894 fa il suo ingresso come parroco a Colma di Valduggia. Il 23 agosto 1896 viene nominato parroco di Trecate.
Nel 1919 diviene vescovo di Fossano. Viene ordinato il 1º giugno 1919 dal vescovo Novara Giuseppe Gamba. Dal 1926 fu anche vescovo di Cuneo. Molto preoccupato per il calo di vocazioni istituisce la Giornata del Seminario e predispone borse di studio. Durante il fascismo prende posizione contro le violenze utilizzate dal regime. Muore il 19 marzo 1934 a Fossano. Il suo corpo, inizialmente tumulato nella cattedrale della città, viene poi traslato nel santuario di Cussanio.

## Genealogia episcopale e successione apostolica
La genealogia episcopale è:
- Cardinale Scipione Rebiba
- Cardinale Giulio Antonio Santori
- Cardinale Girolamo Bernerio, O.P.
- Arcivescovo Galeazzo Sanvitale
- Cardinale Ludovico Ludovisi
- Cardinale Luigi Caetani
- Cardinale Ulderico Carpegna
- Cardinale Paluzzo Paluzzi Altieri degli Albertoni
- Papa Benedetto XIII
- Papa Benedetto XIV
- Cardinale Enrico Enriquez
- Arcivescovo Manuel Quintano Bonifaz
- Cardinale Buenaventura Córdoba Espinosa de la Cerda
- Cardinale Giuseppe Maria Doria Pamphilj
- Papa Pio VIII
- Papa Pio IX
- Cardinale Alessandro Franchi
- Cardinale Giovanni Simeoni
- Cardinale Antonio Agliardi
- Vescovo Giacinto Arcangeli
- Cardinale Giuseppe Gamba
- Vescovo Quirico Travaini

La successione apostolica è:
- Vescovo Matteo Pellegrino (1929)
- Vescovo Giovanni Giorgis (1931)